# Nimreh
Nimreh (tiếng Ả Rập: نمرة, còn được gọi là Namara) là một ngôi làng ở miền nam Syria, một phần hành chính của Tỉnh al-Suwayda, nằm ở phía đông bắc của al-Suwayda. Nó nằm ở cuối phía bắc của Jabal al-Arab. Các địa phương lân cận bao gồm Shaqqa, Hit và al-Junayneh ở phía bắc, Shahba, Salim và Mardak về phía tây và Mafaalah và Qanawat về phía tây nam. Theo Cục Thống kê Trung ương Syria (CBS), Nimreh có dân số 4.376 trong cuộc điều tra dân số năm 2004.